# Худоволя (Люблінське воєводство)
Худоволя (пол. Chudowola) — село в Польщі, у гміні Міхів Любартівського повіту Люблінського воєводства.
Населення — 135 осіб (2011).

## Демографія
Демографічна структура станом на 31 березня 2011 року:
|          | Загалом | Допрацездатний вік | Працездатний вік | Постпрацездатний вік |
| -------- | ------- | ------------------ | ---------------- | -------------------- |
| Чоловіки | 67      | 14                 | 39               | 14                   |
| Жінки    | 68      | 14                 | 31               | 23                   |
| Разом    | 135     | 28                 | 70               | 37                   |